# Wilamowo (powiat działdowski)
Wilamowo – osada w Polsce położona w województwie warmińsko-mazurskim, w powiecie działdowskim, w gminie Działdowo.
W 1921 roku stacjonowała tu placówka 13 batalionu celnego a następnie placówka Straży Celnej „Wilamów”.
W latach 1975–1998 miejscowość należała administracyjnie do województwa ciechanowskiego. 
Obok miejscowości przepływa Szkotówka, niewielka rzeka dorzecza Wisły, dopływ Wkry.